# Kaufman (Familienname)
Kaufman ist ein englischer Familienname.

## Namensträger
- Aaron Kaufman († 2024), US-amerikanischer Filmproduzent und Regisseur
- Adam Kaufman (* 1974), US-amerikanischer Schauspieler
- Alan Kaufman (* 1952), US-amerikanischer Schriftsteller
- Alan S. Kaufman (* 1944), US-amerikanischer Psychologe
- Andy Kaufman (1949–1984), US-amerikanischer Entertainer und Schauspieler
- Beatrice Kaufman (1895–1945), US-amerikanische Herausgeberin und Dramatikerin
- Bel Kaufman (1911–2014), US-amerikanische Schriftstellerin
- Benjamin Kaufman (Ben Kaufman; * 1962), US-amerikanischer Psychologe
- Bob Kaufman (Robert Garnell Kaufman; 1925–1986), US-amerikanischer Dichter
- Boris Kaufman (1906–1980), US-amerikanischer Kameramann
- Bruria Kaufman (1918–2010), israelische Physikerin
- Carol Kaufman, US-amerikanische Schauspielerin
- Chaim Kaufman (1934–1995), israelischer Politiker
- Charles Kaufman (Drehbuchautor) (1904–1991), US-amerikanischer Drehbuchautor
- Charles Kaufman (Künstler) (* 1953), US-amerikanischer Grafiker und Cartoonist
- Charles Kaufman (Regisseur), US-amerikanischer Regisseur und Drehbuchautor
- Charles E. Kaufman (1874–1962), US-amerikanischer Kameramann
- Charlie Kaufman (Charles Stuart Kaufman; * 1958), US-amerikanischer Drehbuchautor und Regisseur
- Claire Kaufman (* 1969), US-amerikanische Set-Dekorateurin
- Dan Kaufman, Spezialeffektkünstler
- David Robert Kaufman (* 1961), US-amerikanischer Schauspieler und Synchronsprecher
- David Spangler Kaufman (1813–1851), US-amerikanischer Politiker (Texas)
- Denis Abramovich Kaufman (1896–1954), sowjetischer Filmemacher, siehe Dsiga Wertow
- George G. Kaufman (1933–2020), US-amerikanischer Wirtschaftswissenschaftler
- George S. Kaufman (1889–1961), US-amerikanischer Bühnen- und Drehbuchautor
- Gerald Kaufman (1930–2017), britischer Politiker
- Grace Kaufman (* 2002), US-amerikanische Schauspielerin
- Harold Kaufman (1932–2010), US-amerikanischer Jurist, Psychiater und Jazzclub-Besitzer
- Henry Kaufman (* 1927), US-amerikanischer Ökonom
- Irving Kaufman (1890–1976), US-amerikanischer Sänger
- Irving Kaufman (Jurist) (1910–1992), US-amerikanischer Jurist
- Jack Kaufman (1883–1948), US-amerikanischer Sänger
- James C. Kaufman (* 1974), US-amerikanischer Psychologe
- Jiří Kaufman (* 1979), tschechischer Fußballspieler
- Josef Kaufman (* 1984), tschechischer Fußballspieler
- Joyce Jacobson Kaufman (1929–2016), US-amerikanische Chemikerin und Physikerin
- Larry Kaufman (* 1947), US-amerikanischer Schach- und Shōgispieler
- Leonard B. Kaufman (1924–2009), US-amerikanischer Fernsehproduzent
- Lloyd Kaufman (* 1945), US-amerikanischer Filmschaffender
- Matthew Kaufman (1942–2013), britischer Biologe
- May Aufderheide Kaufman (1888–1972), US-amerikanische Komponistin, siehe May Aufderheide
- Michail Abramowitsch Kaufman (1897–1980), sowjetischer Kameramann und Regisseur
- Millard Kaufman (1917–2009), US-amerikanischer Drehbuchautor
- Mirek Kaufman (* 1963), tschechischer Maler
- Moisés Kaufman (* 1963), venezolanischer Dramatiker und Autor
- Murray Kaufman (1922–1982), US-amerikanischer DJ und Musikproduzent, siehe Murray the K
- Nadeen L. Kaufman (* 1945), US-amerikanische Psychologin
- Nikolai Kaufman (1925–2018), bulgarischer Musikwissenschaftler und Komponist
- Paul A. Kaufman (* 1964), englisch-kanadisch-amerikanischer Regisseur, Filmproduzent, Drehbuchautor, Schauspieler
- Philip Kaufman (* 1936), US-amerikanischer Regisseur und Drehbuchautor
- Robert Kaufman (Kameramann) (1930–2012), US-amerikanischer Kameramann
- Robert Kaufman (Drehbuchautor) (1931–1991), US-amerikanischer Drehbuchautor und Filmproduzent
- Robert Kaufman (Musiker) (* 1946), US-amerikanischer Jazzmusiker
- Seymour Kaufman (Biochemiker) (1924–2009), US-amerikanischer Biochemiker
- Seymour Kaufman, eigentlicher Name von Cy Coleman (1929–2004), US-amerikanischer Musiker
- Steve Kaufman (1960–2010), US-amerikanischer Grafiker, Künstler und Filmemacher
- Sue Kaufman (1926–1977), US-amerikanische Autorin
- Tali Kaufman, israelische Mathematikerin und Informatikerin
- Ted Kaufman (* 1939), US-amerikanischer Politiker
- Theodore Newman Kaufman (1910–1986), US-amerikanischer Geschäftsmann
- Thomas Charles Kaufman, US-amerikanischer Genetiker
- William E. Kaufman (* 1932), US-amerikanischer Rabbiner
- Yoram Kaufman († 2006), US-amerikanischer NASA-Wissenschaftler